# 18 Wheels of Steel
18 Wheels of Steel (slovensko: 18 jeklenih koles) je serija nizkoproračunskih računalniških iger razvijalca SCS Software in založnika ValuSoft.
V njih igralec prevzame vlogo voznika tovornjaka s samostojnim podjetjem. Z razvažanjem tovora po ameriških mestih v igri tekmuje s podjetji nasprotnikov. Z zaslužkom lahko kupuje nujno potrebno gorivo, nadgradnje za tovornjak, nove tovornjake in najema več voznikov.

## Igre
- 18 Wheels of Steel Across America
- 18 Wheels of Steel: Pedal to the Metal
- 18 Wheels of Steel: Convoy
- 18 Wheels of Steel: Haulin'
- 18 Wheels of Steel: American Long Haul
- 18 Wheels of Steel: Extreme Trucker
- 18 Wheels of Steel: Extreme Trucker 2